# 无耳蟾属
无耳蟾属（学名：Atympanophrys）是无尾目角蟾科的一属动物，分布于中华人民共和国及越南北部等地区。本属过去常被视为角蟾属（Megophrys）的一个亚属或其同物异名。2017年被研究人员恢复为有效属。

## 物种
根据 Amphibian Species of the World 中的记录本属包含4种：
- 大花角蟾（Atympanophrys gigantica）
- 南江角蟾 （Atympanophrys nankiangensis）
- 沙坪角蟾（Atympanophrys shapingensis）
- 瓦屋角蟾（Atympanophrys wawuensis）